# Veľké Slemence
Veľké Slemence est un village de Slovaquie situé dans la région de Košice.

## Histoire
La première mention écrite du village remonte à 1332.
La localité fut annexée par la Hongrie après le premier arbitrage de Vienne le 2 novembre 1938. En 1938, on comptait 947 habitants dont 31 d'origine juive. Elle faisait partie du district de Veľké Kapušany (hongrois : Nagykaposi járás). Le nom de la localité avant la Seconde Guerre mondiale était Veľké Slemence/Nagy-Szelmenc. Durant la période 1938 - 1945, le nom hongrois Nagyszelmenc était d'usage. À la Libération, la commune a été réintégrée dans la Tchécoslovaquie reconstituée.
En 1946, la frontière entre l'Ukraine et la Slovaquie a coupé le village en deux parties : Veľké Slemence est resté en Tchécoslovaquie et Mali Slemence a été attribué à l'Union soviétique (les deux noms signifiant respectivement « Grand Slemence » et « Petit Slemence »). Un poste frontière entre  la Slovakie et l'Ukraine a été ouvert 23 décembre 2005 pour les piétons et cyclistes.
Le film documentaire La Frontière (en) (en slovaque : Hranica), de Jaroslav Vojtek, a été tourné sur ce sujet et a reçu le prix du meilleur film documentaire d'Europe centrale et orientale en 2009. C'est aussi le sujet d'un roman de l'écrivain hongrois Miklós Zelei, A kettézárt falu (« Le village coupé en deux »), qui a également effectué des reportages sur la situation ubuesque à la frontière.

## Démographie

### Évolution de la population
| Année:               | 1994. | 2004.   | 2014.   | 2024.   |
| -------------------- | ----- | ------- | ------- | ------- |
| Nombre de personnes: | 592   | 598     | 581     | 583     |
| Différence:          |       | +1,01 % | -2,84 % | +0,34 % |

| Année:               | 2023. | 2024.   |
| -------------------- | ----- | ------- |
| Nombre de personnes: | 595   | 583     |
| Différence:          |       | -2,01 % |

## Démographie
Le village est peuplé à 95 % de Hongrois.

## Politique
| Nom          | Parti politique | Date de l'élection | Fin du mandat |
| ------------ | --------------- | ------------------ | ------------- |
| Ľudovít Tóth | SMK-MKP         | 02.12.2006         | décembre 2010 |